# Finlandia na Letnich Igrzyskach Olimpijskich 1996
Finlandię na Letnich Igrzyskach Olimpijskich 1996 reprezentowało 76 zawodników, 47 mężczyzn i 29 kobiet.

## Zdobyte medale
| Medal  | Zawodnik      | Dyscyplina    | Konkurencja                               | Rezultat |
| ------ | ------------- | ------------- | ----------------------------------------- | -------- |
| Złoto  | Heli Rantanen | Lekkoatletyka | Rzut oszczepem kobiet                     | 67,94 m  |
| Srebro | Marko Asell   | Zapasy        | Waga do 74 kg w stylu klasycznym mężczyzn | [ 2 ]    |
| Srebro | Jani Sievinen | Pływanie      | 200 m stylem zmiennym mężczyzn            | 2:00,13  |
| Brąz   | Seppo Räty    | Lekkoatletyka | Rzut oszczepem mężczyzn                   | 86,98 m  |